# Guatteria macrocarpus
Guatteria macrocarpus är en kirimojaväxtart som beskrevs av Nguyên Tiên Bân. Guatteria macrocarpus ingår i släktet Guatteria och familjen kirimojaväxter. Inga underarter finns listade i Catalogue of Life.